# Prunus mahaleb
Espèce
Classification phylogénétique
Sous-espèces de rang inférieur
- P. m. subsp. cupaniana
- P. m. subsp. mahaleb
- P. m. subsp. simonkaii

Statut de conservation UICN

 LC  : Préoccupation mineure
Répartition géographique
Prunus mahaleb, le Cerisier de Sainte-Lucie, Bois de Sainte-Lucie ou Faux merisier, est une espèce de plantes à fleurs de la famille des Rosaceae et du genre Prunus. C'est un arbuste assez commun dans toute l'Europe occidentale, autour de la Méditerranée, au Maroc, au Moyen-Orient et en Asie centrale. Il pousse dans les fourrés arbustifs, les bois clairs ou les garrigues, de préférence sur les sols calcaires. Parmi ses noms vulgaires, on rencontre également quénot, canot, canonier, boutiga, Moussis (en Saintonge), amarel et prunier odorant. Il est appelé negreput en occitan.

## Étymologie
Prunus est un mot latin signifiant « prunier ». Le terme mahaleb vient du latin scientifique de la Renaissance almahaleb, par emprunt à l'arabe mahlab, محلب, désignant le même cerisier sauvage.
Le nom de « Bois de Sainte-Lucie » trouve son origine d'un couvent de Minimes, Sainte-Lucie-du-Mont, situé sur les hauteurs de Sampigny (Meuse) où s'est développé au XVIIe siècle un artisanat d'objets religieux fabriqués dans le bois de cette essence que l'on trouve abondamment aux alentours du couvent.

## Description

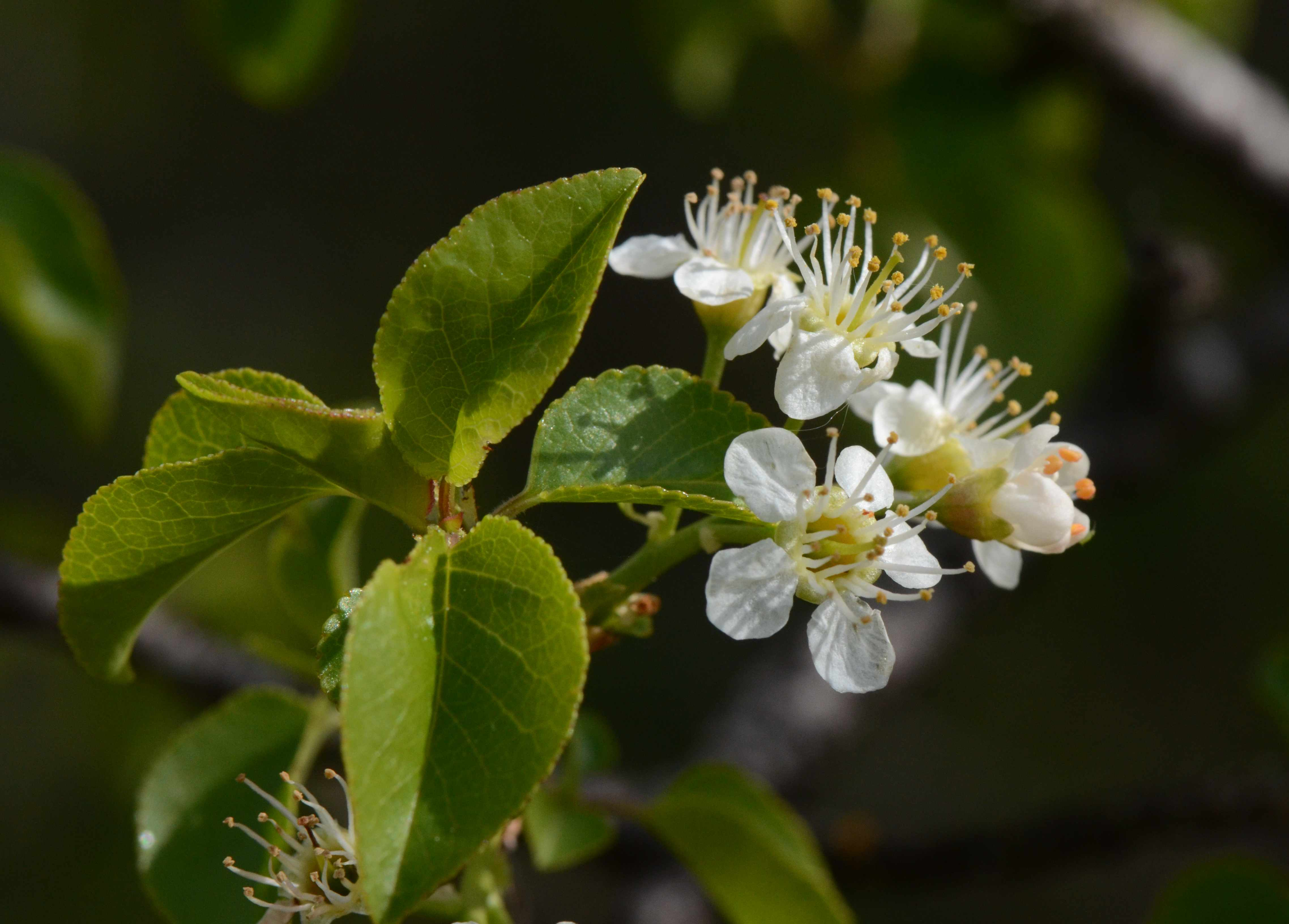
Fleurs blanches, en bouquet et feuilles pliées au niveau de la nervure principale de Prunus mahaleb.

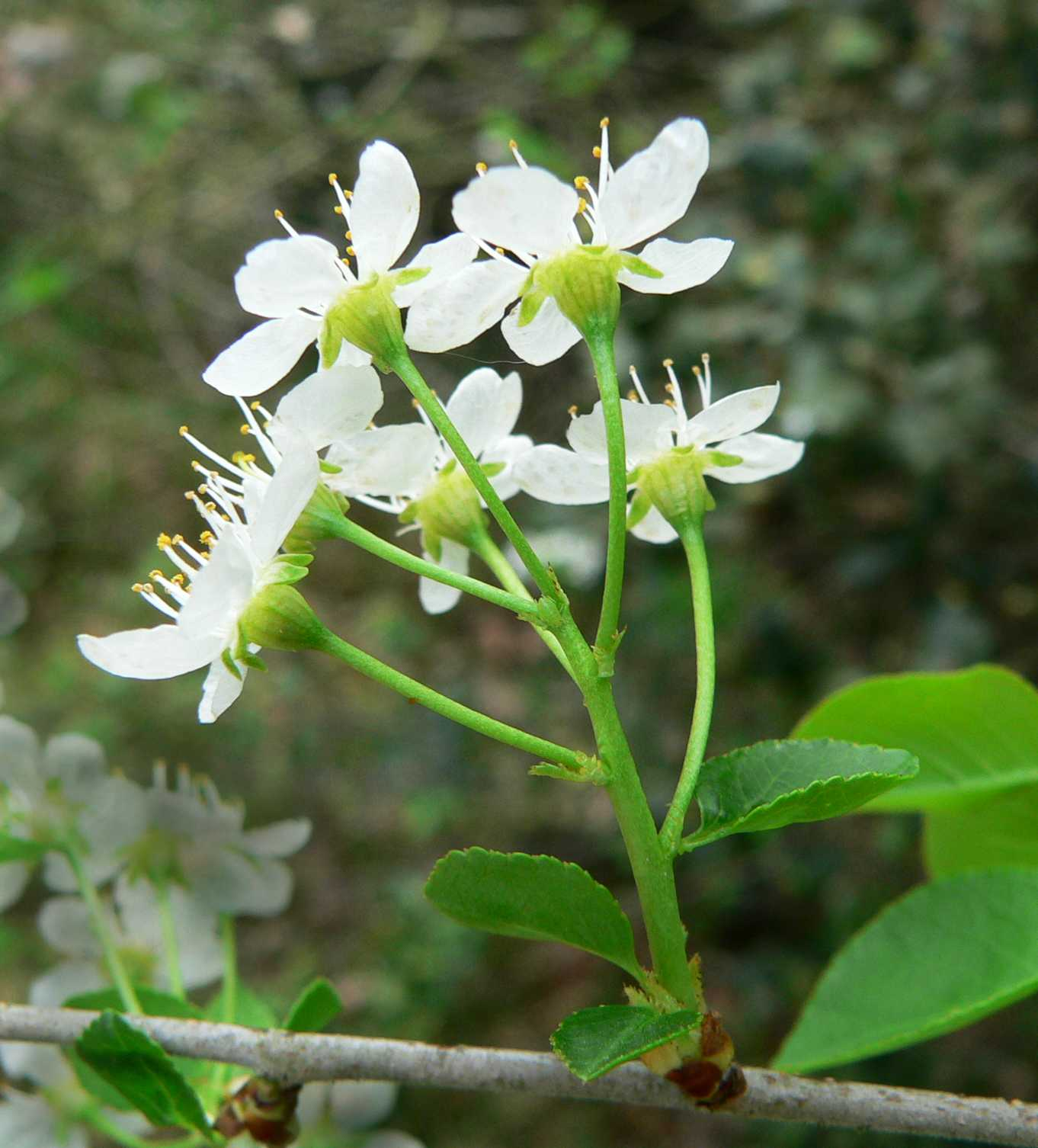
Inflorescence en corymbe dressé de P. mahaleb, jusqu'à 10 cm de haut, feuillée à la base.

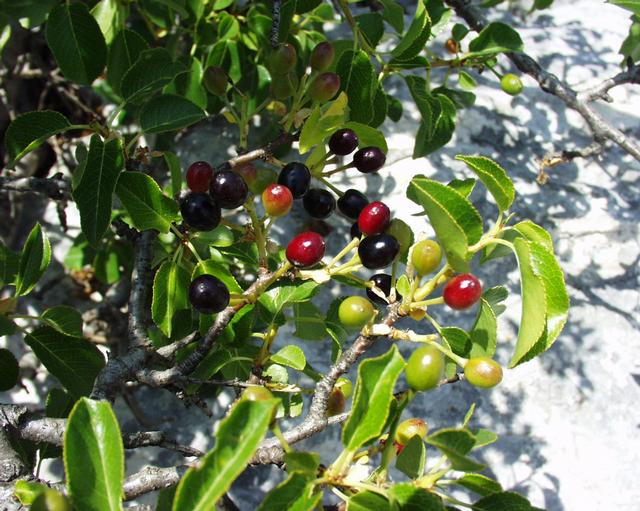
Fruits de mahaleb, brillants, verts, rouges puis noirs, suivant le stade de maturation; feuilles pliées.

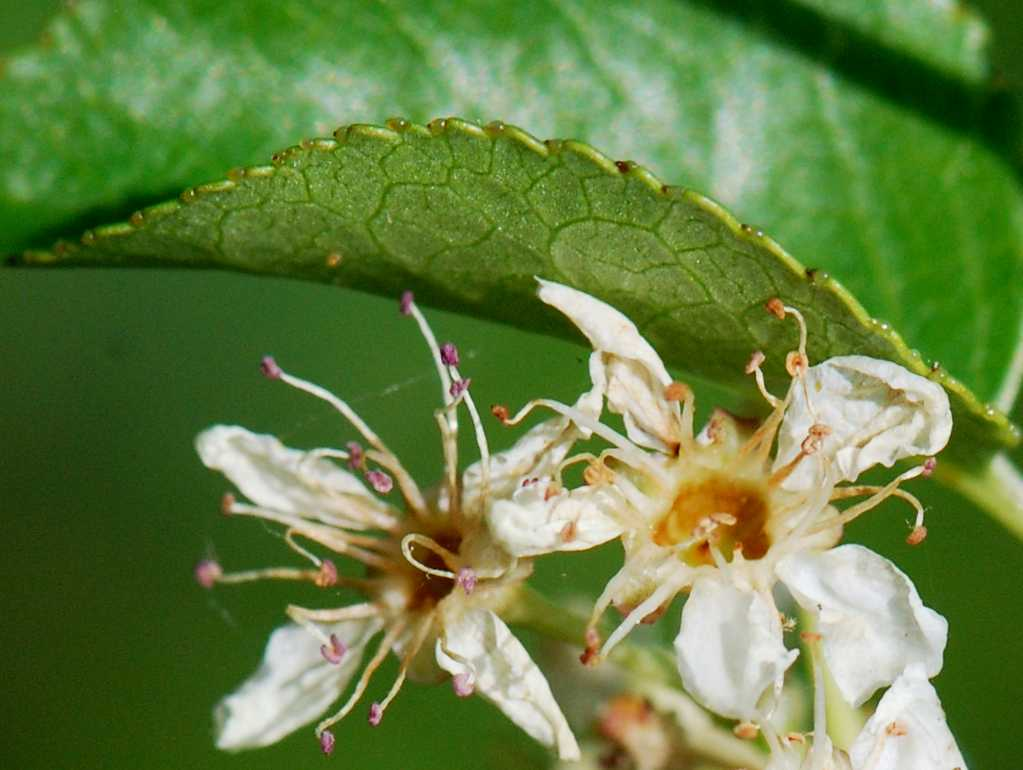
Marge des feuilles glanduleuse crénelée de P. mahaleb.

Le Bois de Sainte-Lucie est un arbuste caducifolié, de 1 à 4 mètres de haut (et jusqu'à 12 m), à bois odorant. Il est souvent très ramifié dès la base, avec de nombreux rameaux étalés. Son tronc tortueux a une écorce tout d'abord lisse et grise puis noirâtre à pourpre, crevassée en long.
Le pétiole de 2-3 cm, pubescent au début puis glabrescent, porte 1 ou 2 nectaires. Les feuilles alternes ont un limbe, de 2-6 × 1,5-4,5 cm, ovale à suborbiculaire, souvent plié au niveau de la nervure principale. Plus large en son milieu, le limbe a la base en cœur. La marge est finement denticulée (crénelé, serreté), avec de minuscules glandes présentes entre les dents. À la base du limbe ou sur le pétiole, des nectaires sécrètent un liquide sucré qui attire les fourmis, lesquelles protègent en retour le cerisier des insectes susceptibles de ronger les feuilles. Le parfum qui se dégage du bois, de l'écorce et des feuilles provient de la coumarine que contiennent aussi certaines graminées et qui contribue à donner au foin fraîchement fauché son odeur caractéristique.
Ses fleurs blanches sont groupées par 4 à 10 en racèmes corymbiformes dressés, avec quelques petites feuilles à la base. La fleur très parfumée comporte un hypanthe conique à campanulé, un calice à 5 lobes à marge entière, 5 pétales obovales à elliptiques, blancs, 20 à 25 étamines entourant un ovaire supère monté d'un style simple. Les fleurs se développent avec les feuilles en mars-avril-mai, suivant la situation. La pollinisation est entomogame.
Ses fruits, rouges puis noirs à maturité, sont des drupes beaucoup plus petites (8-10 mm) et acides que les cerises. De saveur amère et acerbe, elles sont cependant appréciées des oiseaux.

## Propriétés
Les fruits ne sont pas toxiques, à condition de ne pas les mâcher, mais ils ne sont pas consommables car ils sont très amers. On en fait des eaux de vie dans certaines régions[réf. nécessaire]. Les feuilles sont très riches en hétérosides libérant par hydrolyse de l'acide cyanhydrique. Elles sont donc toxiques.

## Distribution
Le cerisier de Sainte-Lucie est présent presque partout en France sauf en Bretagne, dans le Sud-Ouest et en Corse où il est très rare. Il est présent en Europe (de la péninsule ibérique au Caucase d'ouest en est, et de la Belgique au Liban du nord au sud), en Asie (notamment en Asie mineure et au Proche-Orient, au Turkménistan, Tadjikistan, Kirghizistan et jusqu'au Pakistan) et au Maroc.

## Habitat
Il croît sur les coteaux rocailleux, les lieux secs, les friches, les lisières forestières et les fourrés. Il ne craint pas la sécheresse et résiste aussi bien à la chaleur qu'au froid. Il préfère les terrains calcaires, ensoleillés (espèce xérophile, héliophile).

## LePrunus mahalebet l'Humain

### Porte-greffe
Au XVIIIe siècle, Lamoignon de Malesherbes expérimenta l'adaptation du Bois de Sainte-Lucie aux différents sols de son parc de Malesherbes. Il nota dans sa correspondance : « Le mahaleb ou arbre de Sainte-Lucie, qui est un padus  [sic], est certainement celui de tous les arbres que j'ai plantés qui vient le mieux dans les mauvais terrains, de tout genre, soit sablonneux, soit crayeux. Dans la bonne terre de mon jardin, il s'élève presque aussi haut qu'un aulne et avec du soin, il s'élève droit. Cependant son naturel est d'être buisson ».
En arboriculture fruitière, bien que cette espèce soit sensible au phytophthora, on l'utilise comme porte-greffe pour le cerisier car il s'adapte remarquablement à tous types de terrains (pauvres, secs, calcaires mais aussi aux sols mal drainés, humides et acides) et supporte bien la sécheresse. Le Prunus mahaleb  fait l'objet d'un important travail de recherche depuis de nombreuses années à l'INRA de Bordeaux. Sélectionné au sein d'un lot de Prunus mahaleb en 1960, diffusé à partir de 1967, le clone SL 64 (pour Sainte-Lucie no 64) est utilisé depuis plusieurs décennies. Il donne satisfaction comme porte-greffe de vigueur moyenne, et c'est actuellement le porte-greffe de cerisier le plus multiplié (150 000 plants par an). Plusieurs générations d'autofécondations réalisées à partir de types autocompatibles de Prunus mahaleb ont ensuite permis l'obtention d'un nouveau porte-greffe : Ferci (PONTALEB) ou SL 405, proposé récemment aux arboriculteurs et qui, en plus de sa facilité de multiplication par semis, présente des qualités d'homogénéité et de productivité induite largement reconnues (100 000 plants par an actuellement).
Certains francs de Sainte-Lucie se sont toutefois révélés incompatibles avec certains cultivars à cerises douces dans différents vergers pendant une période allant jusqu’à six ans après les plantations. De plus, lorsque le Sainte-Lucie est utilisé comme porte-greffe, la croissance du tronc au point de greffe peut être inégale, celle du greffon ayant tendance à surpasser celle du porte-greffe. Ces arbres deviennent alors nains et ont habituellement une faible longévité.
Ils peuvent être attaqués par la chenille fileuse et défoliatrice d'un petit papillon de nuit : Yponomeuta mahalebella.

### Bois

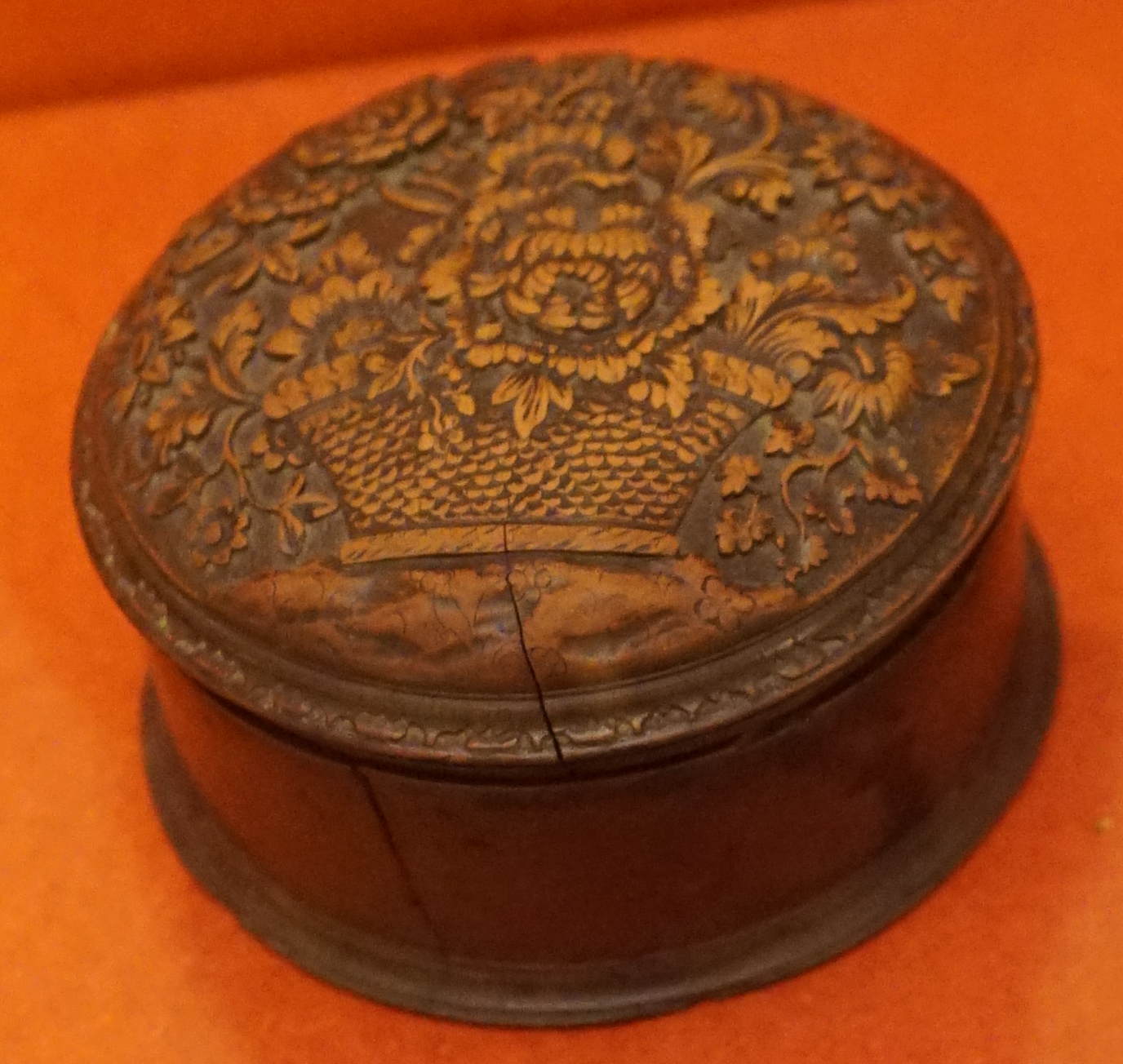
Boite du XVIIe siècle en Prunus mahaleb.

Son bois est utilisé en ébénisterie pour la sculpture, comme bois à tan, pour la fabrication de tuyaux et de fourneaux de pipes, de manches de parapluie. C'est un très bon combustible, utilisé jadis par les boulangers pour chauffer leur four.

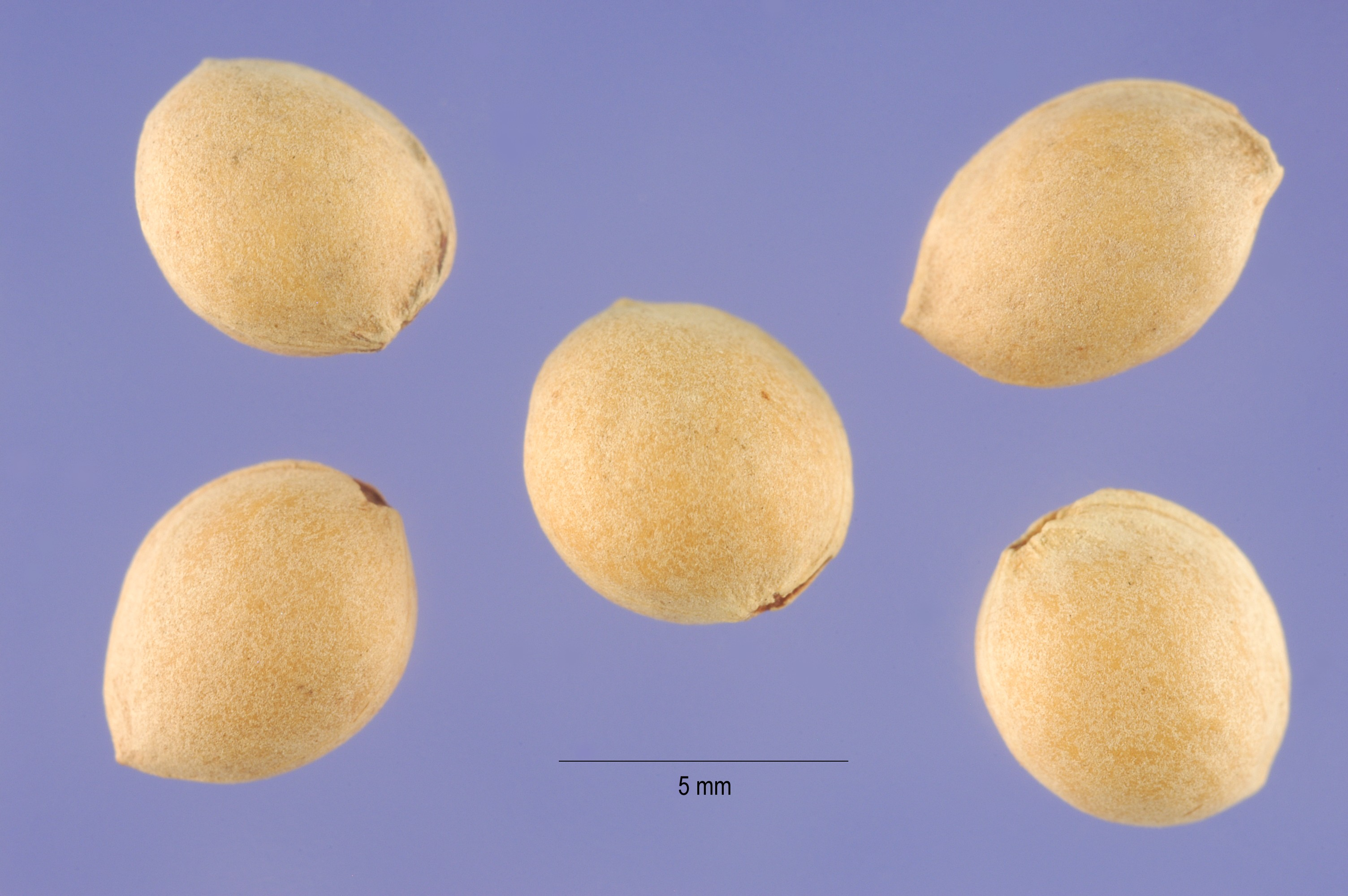
Noyaux de Prunus mahaleb.

### En cuisine
En cuisine gréco-orientale, on se sert des amandes provenant des noyaux de ses fruits pour fabriquer une épice nommée « Mahaleb ». Cette épice sert à parfumer le tsouréki (en grec moderne : τσουρέκι), aussi appelé çörek en turc, չորեկ (choreg) en arménien, un pain sucré, proche de la brioche. L'amande contient de la coumarine, de la dihydrocoumarine et de l'herniarine (7-methoxycoumarine) et de petite quantité d'amygdaline.

### Liqueur
Les fleurs sont comestibles, contrairement aux cerises amères qui sont utilisés dans la fabrication de marinades et liqueurs. En Italie, le mirinello di Torremaggiore est produit par macération dans l’alcool, en Bourgogne, le quenot par macération dans du vin rouge avec adjonction d’alcool et de sucre. En Languedoc, les baies de Sainte-Lucie sont mélangées avec de l'eau de vie et du moût de grenache noir. Dans les Hautes Alpes, la « pétafouère », tirée de la macération des fruits dans de l'alcool, est réputée pour aider à la digestion. La pète est le nom donné au petit fruit, et la « fouère » est synonyme de diarrhée ![réf. nécessaire]

### Pharmacopée
Jusqu'au XVIIIe siècle, des médecins arabes utilisaient les noyaux de mahaleb dans leur pharmacopée pour dissoudre les calculs urinaires. « Ces noyaux, lorsque autrefois on en trouvait dans les pharmacies, nous étaient apportés d'Orient, parce qu'on ignorait par quelle espèce d'arbre ils étaient produits. Ayant enfin été reconnus pour être les fruits d'une espèce de cerisier de notre pays, ils ont bientôt perdu le peu de réputation qu'ils avaient usurpé, et ils sont totalement tombés en désuétude ».

## Statut de protection
En France, l'espèce est protégée dans le Nord-Pas-de-Calais.